# Les Faucons de la nuit (roman)
Ne doit pas être confondu avec Les Faucons de la nuit.
Les Faucons de la nuit est le premier tome de la trilogie de La Guerre des ténèbres, série de fantasy écrite par Raymond Elias Feist.
Le livre est sorti le 16 octobre 2009 aux éditions Bragelonne.

## Résumé
Le roman commence par la relation qui s'instaure entre Caleb, qui retrouve son amour d'enfance Marie, et les deux fils qu'elle a élevé, Tad et Zane. Sur un malentendu, ceux-ci sont informés de l'existence du conclave des ombres. La situation se régularise avec le mariage de Caleb et de Marie.
Entretemps, le conclave a retrouvé la trace des faucons de la nuit, qui multiplient les meurtres à Kesh. Il décide d'y envoyer trois équipes, constituées, respectivement, de Kaspar d'Olasko et Pasko, de Serwin Fauconnier et Petro Amafi et de Caleb, Tad et Zane. À l'aide du responsable local, Cherazul, ils pensent avoir localisé les faucons de la nuit mais tombent dans un piège dont il réchappent de justesse, non sans pertes. Un deuxième piège se retourne contre les faucons de la nuit, puisqu'à cette occasion Pug découvre l'urne qui renferme le phylactère de Leso Varen.
Kaspar finit par repérer Varen, qui a pris possession du corps de l'empereur, officiellement toujours en vie, Digaï. Varen tente de provoquer le chaos en discréditant les princes héritiers, mais est mis en échec lors de la fête de Banapis. Son corps est tué, son phylactère détruit, mais il parvient à survivre grâce à la faille qu'il a créée lorsqu'il était à Opardum.
Le roman s'achève sur Kelewan, où Varen a pris possession du corps d'un tout-puissant Tsuranni.

## Personnages
Les personnages principaux sont :
- Pug
- Miranda
- Magnus
- Caleb
- Nakor
- Serwin Fauconnier
- Kaspar
- Ralan Bek
- Jommy
- Tad
- Zane
- Leso Varen

## Sources
- Le site officiel de Raymond E. Feist
- Le site des éditions Bragelonne
- Forum Les chroniques de Krondor (inscription requise)